# Lampides caeruleafasciata
Lampides caeruleafasciata är en fjärilsart som beskrevs av Tutt 1907. Lampides caeruleafasciata ingår i släktet Lampides och familjen juvelvingar. Inga underarter finns listade i Catalogue of Life.